# Bundestagswahlkreis Vorpommern-Rügen – Vorpommern-Greifswald I
Der Bundestagswahlkreis Vorpommern-Rügen – Vorpommern-Greifswald I (Wahlkreis 15) ist ein Bundestagswahlkreis in Mecklenburg-Vorpommern. Er umfasst den Landkreis Vorpommern-Rügen sowie vom Landkreis Vorpommern-Greifswald die amtsfreie Gemeinde Greifswald und das Amt Landhagen.
Der Wahlkreis wurde in dieser Form als Nachfolger des Wahlkreises 15 Stralsund – Nordvorpommern – Rügen zur Bundestagswahl 2013 neu zugeschnitten.

## Geschichte
Der Wahlkreis wurde nach der Deutschen Wiedervereinigung für die Bundestagswahl 1990 unter dem Namen Stralsund – Rügen – Grimmen neu gebildet und mit der Wahlkreisnummer 267 versehen.
Der Wahlkreis bestand ursprünglich aus dem Gebiet der Stadt Stralsund sowie dem Gebiet der damaligen Landkreise Stralsund, Rügen und Grimmen. Bei der Kreisreform 1994 wurde aus den Kreisen Grimmen, Stralsund und Ribnitz-Damgarten der Landkreis Nordvorpommern geschaffen. Das Gebiet des ehemaligen Kreises Ribnitz-Damgarten gehörte jedoch zunächst weiterhin zum Wahlkreis Rostock-Land – Ribnitz-Damgarten – Teterow – Malchin und wurde erst im Zuge der Wahlkreisneuordnung vor der Bundestagswahl 2002 auch dem dann in Stralsund – Nordvorpommern – Rügen umbenannten und mit der neuen Wahlkreisnummer 15 versehenen Wahlkreis zugeschlagen. Zur Bundestagswahl 2013 wurde der Wahlkreis um die Hansestadt Greifswald und das Amt Landhagen des Landkreises Vorpommern-Greifswald vergrößert und in Vorpommern-Rügen – Vorpommern-Greifswald I umbenannt.

## Wahlkreisabgeordnete
Abgeordnete des Wahlkreises:
| Jahr | Wahlkreisabgeordneter | Partei | Anteil der Erststimmen | weitere Abgeordnete aus dem Wahlkreis (über Landesliste)       |
| ---- | --------------------- | ------ | ---------------------- | -------------------------------------------------------------- |
| 2025 | Dario Seifert         | AfD    | 37,3 %                 | Georg Günther, Claudia Müller                                  |
| 2021 | Anna Kassautzki       | SPD    | 24,3 %                 | Leif-Erik Holm, Claudia Müller                                 |
| 2017 | Angela Merkel         | CDU    | 44,0 %                 | Kerstin Kassner, Sonja Steffen, Leif-Erik Holm, Claudia Müller |
| 2013 | Angela Merkel         | CDU    | 56,2 %                 | Kerstin Kassner, Sonja Steffen                                 |
| 2009 | Angela Merkel         | CDU    | 49,3 %                 | Sonja Steffen                                                  |
| 2005 | Angela Merkel         | CDU    | 41,3 %                 |                                                                |
| 2002 | Angela Merkel         | CDU    | 41,6 %                 |                                                                |
| 1998 | Angela Merkel         | CDU    | 37,3 %                 |                                                                |
| 1994 | Angela Merkel         | CDU    | 48,6 %                 |                                                                |
| 1990 | Angela Merkel         | CDU    | 48,5 %                 |                                                                |

## Wahlergebnisse

### Bundestagswahl 2025
Zur Bundestagswahl 2025 tritt die vormalige Wahlkreisgewinnerin Anna Kassautzki erneut für die SPD an; die CDU tritt erneut mit Georg Günther an, er wurde am 14. September 2024 nominiert. Die AfD nominierte Dario Seifert, Die Linke Hennis Herbst.
Der bei den Wahlen 2017 und 2021 unterlegene Leif-Erik Holm (AfD) tritt 2025 im Bundestagswahlkreis Schwerin – Ludwigslust-Parchim I – Nordwestmecklenburg I an.
| Kandidaten                                             | Kandidaten                 | Parteien/Listen     | Erststimmen | Erststimmen | Zweitstimmen | Zweitstimmen |
| Kandidaten                                             | Kandidaten                 | Parteien/Listen     | Stimmen     | %           | Stimmen      | %            |
| ------------------------------------------------------ | -------------------------- | ------------------- | ----------- | ----------- | ------------ | ------------ |
|                                                        | Anna Katharina Kassautzki  | SPD                 | 26.883      | 14,6        | 19.150       | 10,3         |
|                                                        | Dario Seifertgewählt im WK | AfD                 | 68.842      | 37,3        | 65.647       | 35,5         |
|                                                        | Georg Günther              | CDU                 | 39.235      | 21,2        | 32.675       | 17,7         |
|                                                        | Hennis Herbst              | Die Linke           | 24.635      | 13,3        | 23.214       | 12,5         |
|                                                        | Niklas Wagner              | FDP                 | 4.814       | 2,6         | 6.204        | 3,4          |
|                                                        | Claudia Heike Müller       | GRÜNE               | 9.064       | 4,9         | 11.466       | 6,2          |
|                                                        | Robert Gabel               | Tierschutzpartei    | 6.200       | 3,4         | 3.844        | 2,1          |
|                                                        | Holger Gutzmann            | FREIE WÄHLER        | 4.979       | 2,7         | 2.130        | 1,2          |
|                                                        | —                          | Volt                | –           | –           | 1.372        | 0,7          |
|                                                        | —                          | MLPD                | –           | –           | 134          | 0,1          |
|                                                        | —                          | BÜNDNIS DEUTSCHLAND | –           | –           | 472          | 0,3          |
|                                                        | —                          | BSW                 | –           | –           | 18.772       | 10,1         |
| Gesamt                                                 | Gesamt                     | Gesamt              | 184.652     | 100         | 185.080      | 100          |
|                                                        |                            |                     |             |             |              |              |
| Ungültige Stimmen                                      | Ungültige Stimmen          | Ungültige Stimmen   | 1.784       | 1,0         | 1.356        | 0,7          |
| Wähler                                                 | Wähler                     | Wähler              | 186.436     | 78,6        | 186.436      | 78,6         |
| Wahlberechtigte                                        | Wahlberechtigte            | Wahlberechtigte     | 237.079     |             | 237.079      |              |
|                                                        |                            |                     |             |             |              |              |
| Quellen: Die Bundeswahlleiterin, Kandidaten – Ergebnis |                            |                     |             |             |              |              |

### Bundestagswahl 2021
Bei der Bundestagswahl am 26. September 2021 trat die CDU mit Georg Günther zur Wahl an; er wurde am 26. Februar 2021 nominiert. Der AfD-Kreisverband Vorpommern-Rügen nominierte Mitte Februar 2021 mit 51 zu 49 Stimmen Leif-Erik Holm. Die SPD wählte am 14. März 2021 Anna Kassautzki.
Angela Merkel, die den Wahlkreis seit 1990 bei jeder Wahl gewonnen hatte, kündigte schon im Jahr 2020 an, nicht erneut anzutreten. Auch die Abgeordnete der SPD, Sonja Steffen, trat nicht erneut an.
| Direktkandidat      | Partei           | Erststimmen in % | Zweitstimmen in % |
| ------------------- | ---------------- | ---------------- | ----------------- |
| Georg Günther       | CDU              | 20,4             | 18,6              |
| Leif-Erik Holm      | AfD              | 19,9             | 18,9              |
| Kerstin Kassner     | DIE LINKE        | 13,7             | 11,7              |
| Anna Kassautzki     | SPD              | 24,3             | 25,1              |
| Sebastian Adler     | FDP              | 6,6              | 8,3               |
| Claudia Müller      | GRÜNE            | 7,3              | 8,8               |
| Robert Gabel        | Tierschutzpartei | 3,1              | 3,1               |
| ‒                   | NPD              | –                | 0,5               |
| Mark Peter Pistor   | Die PARTEI       | 1,1              | 1,0               |
| Heidelind Holthusen | FREIE WÄHLER     | 1,1              | 1,2               |
| Karl-Heinz Schulze  | MLPD             | 0,1              | 0,1               |
| ‒                   | ÖDP              | –                | 0,1               |
| Sylvio Schmeller    | dieBasis         | 1,7              | 1,7               |
| ‒                   | DKP              | –                | 0,1               |
| ‒                   | Die Humanisten   | –                | 0,2               |
| Friedrich Smyra     | PIRATEN          | 0,7              | 0,5               |
| ‒                   | Team Todenhöfer  | –                | 0,2               |
| ‒                   | Volt             | –                | 0,2               |

Als Gewinnerin bei den Erststimmen zog Anna Kassautzki in den Bundestag ein.

### Bundestagswahl 2017
Zur Bundestagswahl 2017 am 24. September wurden elf Direktkandidaten und 13 Landeslisten zugelassen. Es zogen fünf Abgeordnete aus dem Wahlkreis in den Bundestag ein, Angela Merkel als Gewinnerin des Wahlkreises sowie über die jeweiligen Landeslisten ihrer Parteien Kerstin Kassner, Sonja Steffen, Leif-Erik Holm und Claudia Müller.
| Direktkandidat        | Partei           | Erststimmen in % | Zweitstimmen in % |
| --------------------- | ---------------- | ---------------- | ----------------- |
| Angela Merkel         | CDU              | 44,0             | 32,9              |
| Kerstin Kassner       | DIE LINKE        | 15,9             | 18,0              |
| Sonja Steffen         | SPD              | 11,6             | 12,2              |
| Leif-Erik Holm        | AfD              | 19,2             | 19,6              |
| Claudia Müller        | GRÜNE            | 03,0             | 05,1              |
| Udo Pastörs           | NPD              | 00,6             | 00,8              |
| Patrick Meinhardt     | FDP              | 03,1             | 06,9              |
| Armin Pagel           | FREIE WÄHLER     | 00,9             | 00,7              |
| Karl-Heinz Schulze    | MLPD             | 00,2             | 00,1              |
| ‒                     | BGE              | –                | 00,4              |
| ‒                     | ÖDP              | –                | 00,1              |
| –                     | Die Partei       | –                | 01,1              |
| Robert Gabel          | Tierschutzpartei | 01,3             | 02,0              |
| Georg Tschammer-Osten | Einzelbewerber   | 00,1             |                   |

### Bundestagswahl 2013
Zur Bundestagswahl 2013 am 22. September wurden neun Direktkandidaten und zwölf Landeslisten zugelassen.
| Direktkandidat      | Partei         | Erststimmen in % | Zweitstimmen in % |
| ------------------- | -------------- | ---------------- | ----------------- |
| Angela Merkel       | CDU            | 56,2 %           | 45,0 %            |
| Kerstin Kassner     | DIE LINKE      | 19,3 %           | 20,6 %            |
| Sonja Steffen       | SPD            | 14,0 %           | 14,6 %            |
| ‒                   | AfD            | ‒                | 06,5 %            |
| Claudia Müller      | GRÜNE          | 03,1 %           | 04,8 %            |
| Gino Leonhard       | FDP            | 00,8 %           | 02,6 %            |
| Michael Andrejewski | NPD            | 02,6 %           | 02,3 %            |
| Susanne Wiest       | PIRATEN        | 02,4 %           | 02,3 %            |
| Jürgen Dettmann     | FREIE WÄHLER   | 00,8 %           | 00,9 %            |
| ‒                   | MLPD           | ‒                | 00,1 %            |
| ‒                   | REP            | ‒                | 00,1 %            |
| Michael Adomeit     | Einzelbewerber | 00,9 %           | ‒                 |

Abgeordnete des Bundestages wurden Angela Merkel als Siegerin bei den Erststimmen sowie Kerstin Kassner und Sonja Steffen über die jeweilige Landesliste.

### Bundestagswahl 2009
Die Bundestagswahl 2009 hatte folgendes Ergebnis:
| Direktkandidat   | Partei                | Erststimmen in % | Zweitstimmen in % |
| ---------------- | --------------------- | ---------------- | ----------------- |
| Angela Merkel    | CDU                   | 49,3             | 37,3              |
| Marianne Linke   | Die Linke             | 26,4             | 28,6              |
| Sonja Steffen    | SPD                   | 12,0             | 12,9              |
| Gino Leonhard    | FDP                   | 04,8             | 11,2              |
| Arnold von Bosse | Bündnis 90/Die Grünen | 03,2             | 04,6              |
| Raimund Borrmann | NPD                   | 02,8             | 02,9              |
| –                | Piraten               | –                | 02,2              |
| –                | REP                   | –                | 00,2              |
| –                | MLPD                  | –                | 00,2              |
| Michael Adomeit  | Einzelbewerber        | 01,1             | –                 |
| Maria Wilke      | Einzelbewerber        | 00,4             | –                 |

Abgeordnete des Bundestages wurden Angela Merkel als Siegerin bei den Erststimmen und Sonja Steffen über die Landesliste.

### Bundestagswahl 2005
| Direktkandidat    | Partei                | Erststimmen in % | Zweitstimmen in % |
| ----------------- | --------------------- | ---------------- | ----------------- |
| Angela Merkel     | CDU                   | 41,3             | 34,6              |
| Peter van Slooten | SPD                   | 25,3             | 25,7              |
| Marianne Linke    | Die Linke             | 23,8             | 24,1              |
| Nico Völker       | FDP                   | 02,9             | 07,5              |
| Dirk Arendt       | NPD                   | 03,5             | 03,6              |
| René Gögge        | Bündnis 90/Die Grünen | 02,0             | 03,2              |
| –                 | GRAUE                 | –                | 00,7              |
| –                 | MLPD                  | –                | 00,3              |
| –                 | PBC                   | –                | 00,3              |
| Michael Adomeit   | Einzelbewerber        | 01,2             | –                 |

Abgeordnete des Bundestages wurde Angela Merkel als Siegerin bei den Erststimmen.